# ダンサー・イン・ザ・ダーク
『ダンサー・イン・ザ・ダーク』（原題：Dancer in the Dark）は、ラース・フォン・トリアー監督、ビョーク主演の、2000年製作のミュージカル映画。『奇跡の海』と『イディオッツ』に次ぐ「黄金の心」3部作の3作目とされる。アイスランドの人気女性歌手ビョークを主役に据え、手持ち撮影主体のカメラワークやジャンプカットの多用によるスピーディーな画面展開、不遇な主人公の空想のシーンを明るい色調のミュージカル仕立てにした新奇な構成の作品である。

## ストーリー
舞台はアメリカのある田舎町。チェコからの移民の女性セルマは、12才の息子ジーンと2人暮らし。貧しい2人はアパートに入ることもできず、隣人の親切なビルの敷地内でトレーラーハウスを借りて生活している。
セルマは先天性の病気で徐々に視力が失われつつあり、医者からは今年中には失明すると告知されている。ジーンもまた、彼女からの遺伝により13歳で手術をしなければいずれ失明してしまうため、セルマは昼はプレス工場で働き、夜は内職をして手術費用を貯めていた。工場では作業を確実に行うための視力検査が行われるが、セルマは親友キャシーの協力でカンニングして乗り切る。セルマの楽しみは市民ミュージカルの舞台の練習で歌い、踊ることであったが、それも視力の悪化で徐々に難しくなりつつあった。
ある日、学校のクラスでただ1人だけ自転車を持っていなかったジーンは、セルマに自転車が欲しいとねだり、困らせる。それを聞いたビルとその妻リンダ、それにキャシーとセルマに想いを寄せるジェフが、自転車をプレゼントしてくれた。普段は自立心が強く決して高価なプレゼントを受け取らないセルマだったが、可愛い息子ジーンが大喜びする姿を見て、受け取ってしまう。
ビルの美しい妻リンダは、ビルには親の遺産があるのだと信じ、ぜいたくに暮らしていた。ところが、実際にはリンダの浪費が激しすぎたために遺産はとうに底をつき、ビルは家を担保に銀行から借金をしていたのだ。ある日、ビルから涙ながらに、リンダに捨てられたくないと愚痴を聞かされたセルマは、自分もジーンのために身を粉にして働き、手術費用を貯めているのだと秘密を打ち明けて慰める。
ますます視力が悪化したセルマを心配したジェフは、車で自宅へ送ろうとするが、恋愛している余裕など無いセルマは頑なに断った。そこへビルが現れ、隣人として自分が送ると言い出す。借金で首の回らないビルは道中でセルマに金を無心するが、断るセルマ。
セルマは完全に失明する前に何としてでも貯金を殖やそうと、キャシーの反対を押し切って工場での夜勤も始めることにする。仕事は大変だったが、セルマはプレス機の音をダンスの演奏だと想像して楽しんでいた。しかし、ついにミスを犯したセルマは機械を壊し、解雇されてしまう。その帰り道、セルマから失明を打ち明けられたジェフはショックを受けるが、セルマ自身は空想の中でダンスを踊り、自分を励ましていた。
一方、自殺を考えるほど借金に追い詰められたビルは、セルマの貯金を狙っていた。セルマを罠にかけて貯金の隠し場所を知ったビルはとうとう金を盗み出し、さらに口封じのためセルマが自分を誘惑したとリンダに吹き込んで、敷地からも追い出そうとする。セルマはビルから金を取り返そうと、家の2階にいたビルのもとへ乗り込むが、ビルは拳銃を取り出して脅す。しかし息子のために必死なセルマは怯まず、もみ合いになったはずみで銃が暴発、ビルは瀕死の重傷を負った。
死を悟ったビルは、セルマを悪人に仕立て上げることで自己正当化を図り、階下にいたリンダに通報させつつ、金が欲しければ自分を撃てとセルマを挑発する。混乱したセルマはビルを撃ってしまうが、それでもビルがポーチに入れた金を放そうとしなかったため、金庫でビルを激しく殴打して、ようやく金を取り返した。
ほぼ盲目となっていたため事態のわからないセルマは、金を押収されないように、その足で掛かりつけの眼科医を訪ね、貯金を預けると「ノヴィ」が来たら手術を受けさせてやってほしいと頼み込む。「ノヴィ」はセルマの故郷、チェコの有名なダンサーの名であり、眼科医はそれがジーンを指してのものだと察する。
その後セルマは逮捕され、やがて裁判にかけられるが、共産主義国であるチェコからの移民だったために差別視され、不利な立場に追い込まれていく。さらに、ほぼ失明状態にあったことを隠して仕事をしていたこと、大金を貯めている事を周囲に知られまいとして架空の父親「ノヴィ」に送金していると吹聴していたことなどから、障害を隠れ蓑にして周囲の同情を買っていたと決めつけられる。金を取り戻したい一心で、見えない目で必死にビルを殴打したことも、冷酷で残忍な性質の証拠としてすり替えられてしまった。
証人の1人として、裁判所に本物の「ノヴィ」が召喚される。引退してカリフォルニアに住んでいるノヴィはセルマの父親ではないと証言し、セルマはますます不利な立場となるが、セルマは憧れのダンサーに逢えたことだけを喜び、ノヴィと舞台で踊る自分を空想する。
セルマには第一級殺人の罪で、絞首刑が言い渡された。収監されたセルマは、面会で訪れたキャシーに、ジーンに「ノヴィ」と名乗って眼科医に行くよう伝えてほしいと頼む。セルマを思い続けていたジェフは、セルマが手術費用を医師に預けていることを突き止め、それを聞いたキャシーは、その金で有能な弁護士を雇えば、今からでも無罪を勝ち取ることができるとセルマに勧める。しかしセルマは、自分が助かるよりもジーンが手術で失明を免れるほうが大切なのだと答える。
セルマに同情していた女性刑務官は、通風口から歌声が漏れ聞こえるというセルマに礼拝室の讃美歌だろうと教え、セルマは死刑執行までの恐怖の日々を、ミュージカルの挿入歌「My Favorite Things」を歌うことで乗り切った。刑が執行される日、キャシーはジーンの眼鏡をセルマに手渡し、彼が手術を受け、それが成功したことを知らせる。
女性刑務官に付き添われ、セルマは絞首台に立った。「最後から2番目の歌」を歌い、恐ろしい状況から逃避するセルマ。〝これは最後の歌じゃない。分かるでしょ。私たちがそうさせない限り、最後の歌にはならないの〟というフレーズの途中で刑は執行され、その体は壇上から落下した。見届け人の前で、ミュージカルの幕引きのようにカーテンが引かれてぶら下がった遺体を隠し、やりきれなさを抱えた女性刑務官はその場に立ち尽くす。

## 出演者
※括弧内は日本語吹替
- セルマ - ビョーク（玉川紗己子）
- キャシー - カトリーヌ・ドヌーヴ（鈴木弘子）
- ビル - デヴィッド・モース（内田直哉）
- ジェフ - ピーター・ストーメア（宗矢樹頼）
- オールドリッチ - ジョエル・グレイ（伊井篤史）
- リンダ - カーラ・シーモア（西田絵里）
- ジーン - ヴラディカ・コスティック（出口佳代）
- ノーマン - ジャン＝マルク・バール（大川透）
- サミュエル - ヴィンセント・パターソン（森田順平）
- ブレンダ - シオバン・ファロン（藤生聖子）
- 地方検事 - ジェリコ・イヴァネク（納谷六朗）
- ポーコルニー医師 - ウド・キア
- 医師 - ステラン・スカルスガルド

## スタッフ
- 監督・脚本・カメラオペレーター：ラース・フォン・トリアー
- 製作：ペーター・オールベック・ヤンセン
- 音楽：ビョーク

## 評価
高い評価を得て、2000年の第53回カンヌ国際映画祭では最高賞であるパルム・ドールを受賞し、ビョークは映画主演2作目で主演女優賞を獲得した。音楽もビョークが担当し、特にトム・ヨーク（レディオヘッド）とデュエットした主題歌『I've seen it all』はゴールデングローブ賞およびアカデミー賞の歌曲部門にノミネートされるなど高く評価された。
コラムニスト・司会者のマツコ・デラックスは本作を好きな映画に挙げ、ラジオ『伊集院光の週末TSUTAYAに行ってこれ借りよう!』で本作を推薦した。
齋藤飛鳥（乃木坂46）は『週刊プレイボーイ』のインタビューで好きな映画に本作を挙げている。
町山智浩は「なぜ、これが「黄金の心」三部作なのか？最後の字幕の意味は？」との評を出した。

## セクハラ問題
本作で主演したビョークは2017年10月に「一緒に働いたデンマークの映画監督」からセクシャルハラスメントを受けたと公表した。当時は「＃MeToo」と呼ばれるセクハラや性的暴行の被害体験を告白・共有する運動がハーヴェイ・ワインスタインに対する告発を契機に盛り上がっている時期だった。すぐにこのセクハラをした人物として主張された監督は『ダンサー・イン・ザ・ダーク』でビョークを起用したラース・フォン・トリアーだと明らかになった。ラース・フォン・トリアーはこのビョークの被害の訴えを否定し、「私たちは間違いなく友人同士ではなかった。それは事実です」とメディアに語った。その後、他にもセクハラを告発する女性が続々と現れ、『ダンサー・イン・ザ・ダーク』にも関わった製作会社の「ゼントロパ」ではセクハラが組織内で常態化していたことが報じられた。